# 柯尼希桑格峰

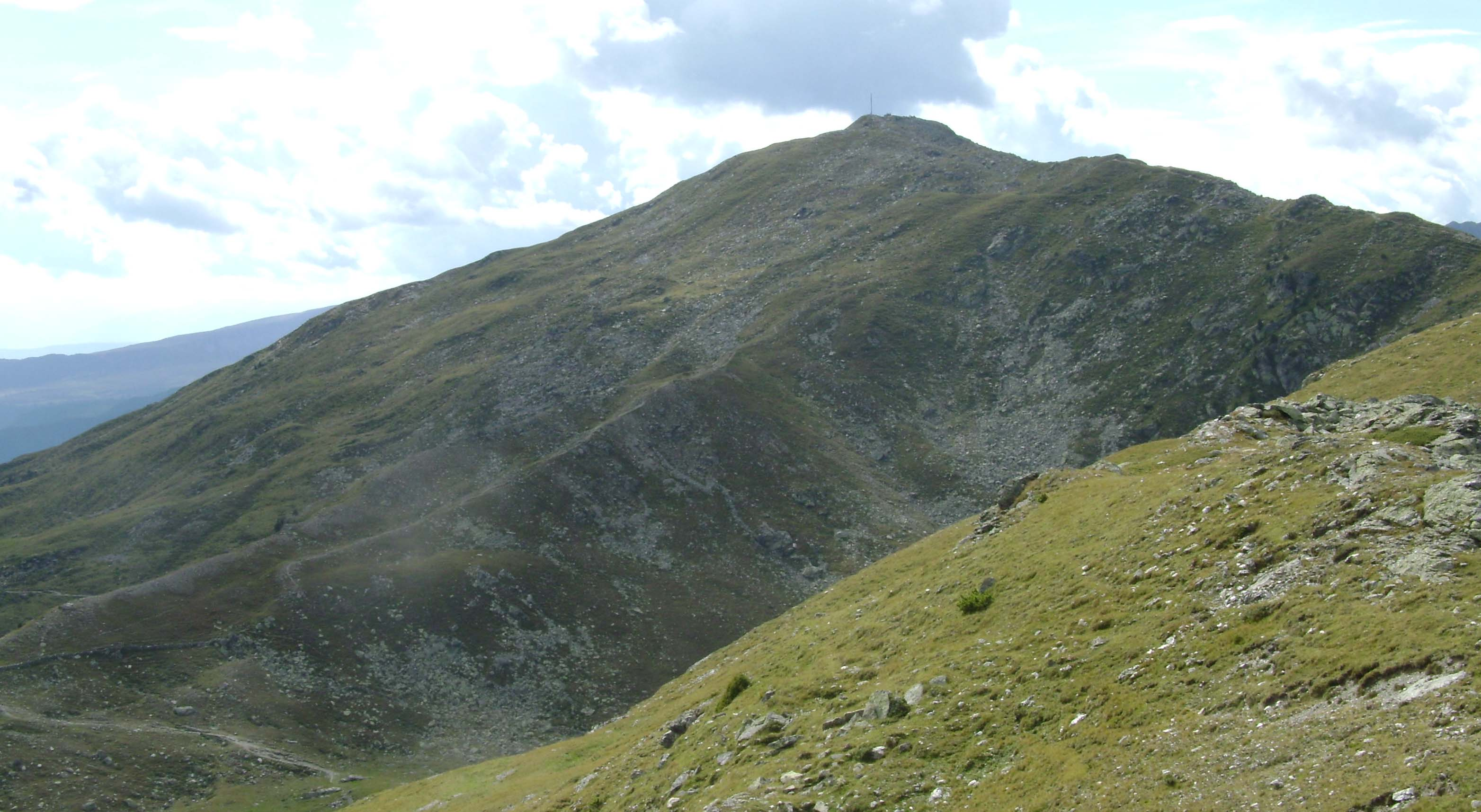

46°42′24″N 11°34′17″E / 46.70667°N 11.57139°E
柯尼希桑格峰（德語：Königsangerspitze）是意大利的山峰，位於該國東北部，由博爾扎諾-南蒂羅爾自治省負責管轄，屬於萨恩塔尔山脉的一部分，距離洛倫齊峰3.9公里，海拔高度2,439米。